# فابريسيو (لاعب كرة قدم مواليد 1987)
فابريسيو (بالبرتغالية: Fabrício dos Santos Silva) هو لاعب كرة قدم برازيلي في مركز الدفاع، ولد في 11 يناير 1987 في ساو باولو في البرازيل. لعب مع جمعية بورتوغيزا الرياضية وريد بل براغانتينو وسانتو أندريه ونادي إنترناسيونال ونادي إيتوانو ونادي بالميراس ونادي ريو برانكو ونادي كروزيرو ونادي كورينثيانز.

## وصلات خارجية
- هذه المقالة غير مرتبط بويكي بيانات